# Port lotniczy Čačak-Preljina
Port lotniczy Čačak-Preljina (serb.  Аеродром Чачак-Прељина lub Aerodrom Čačak-Preljina, IATA: CCA, ICAO: LYCA) – lotnisko położone w bliskiej odległości od hipodromu w Čačaku (Serbia). Używane do celów sportowych.